# Lycophotia erythrina
Lycophotia erythrina là một loài bướm đêm trong họ Noctuidae.

## Hình ảnh

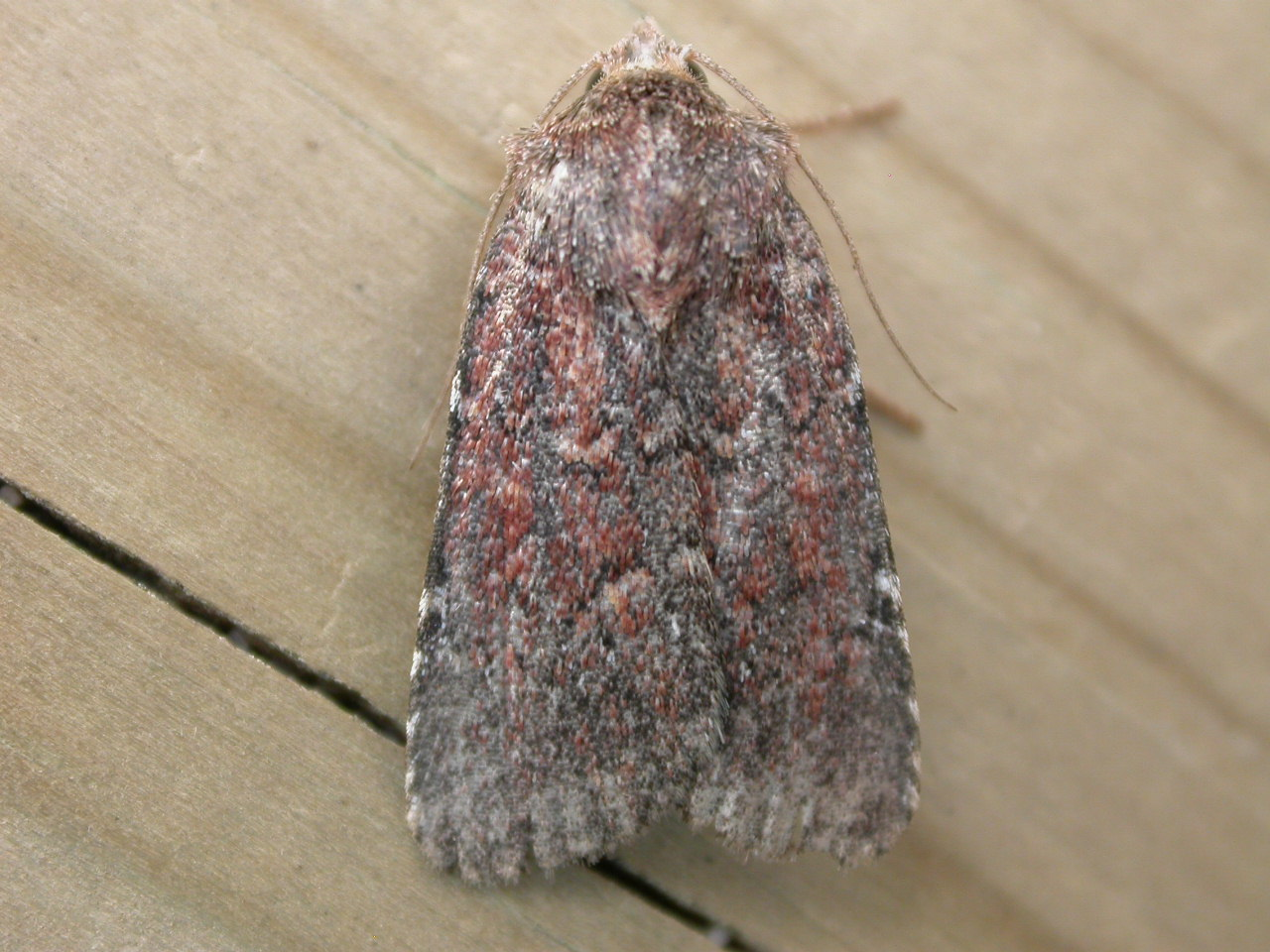
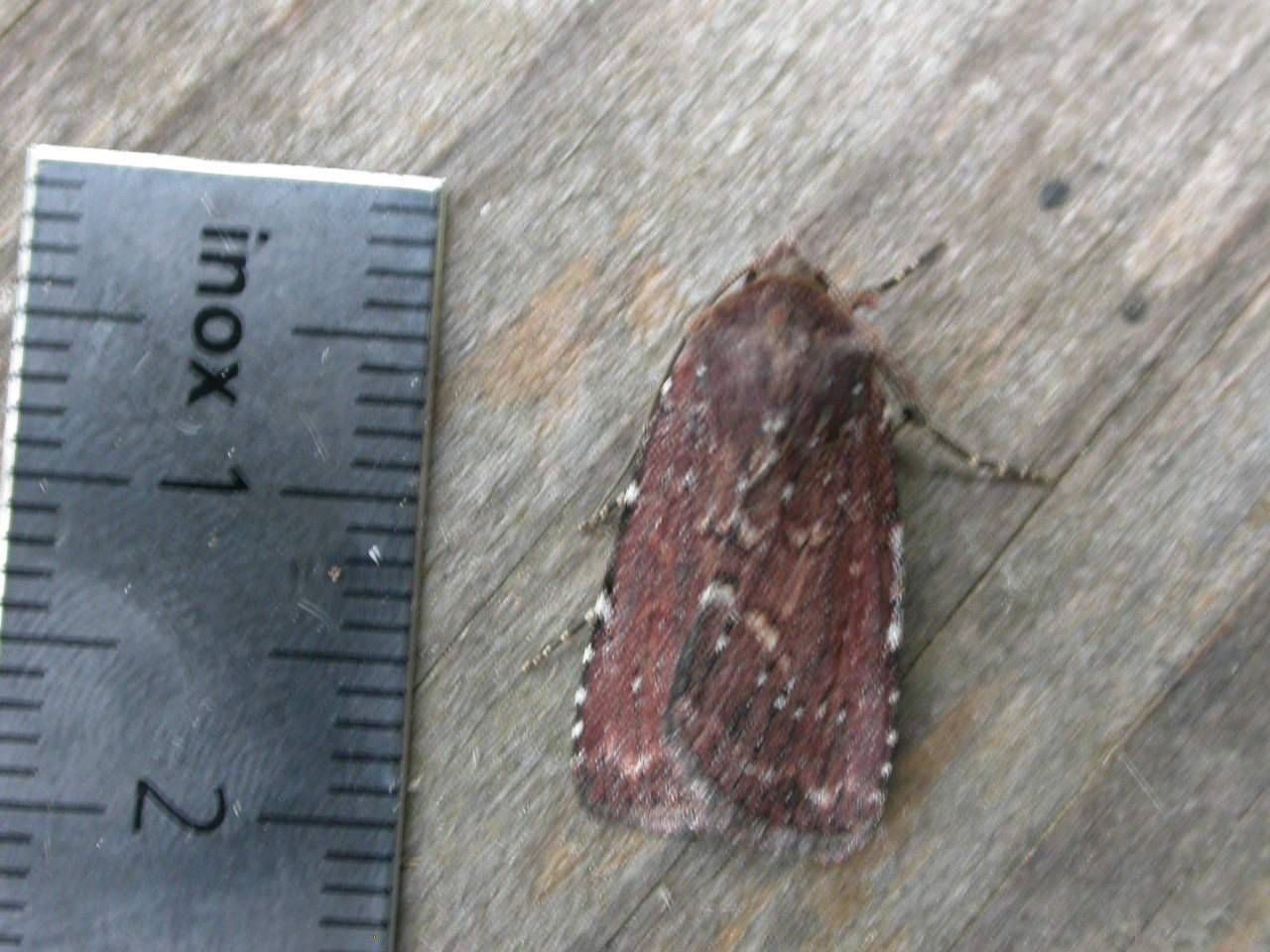
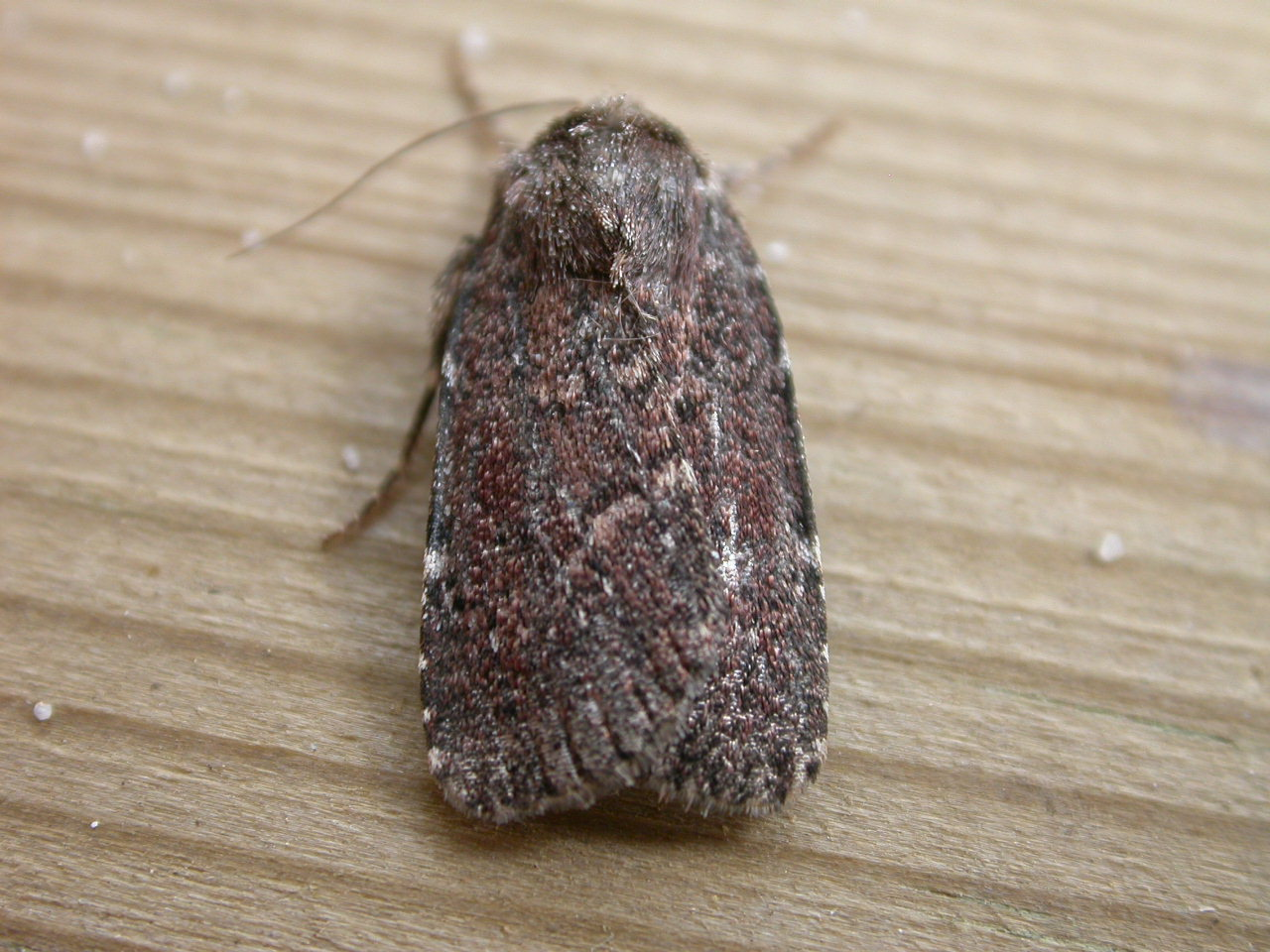
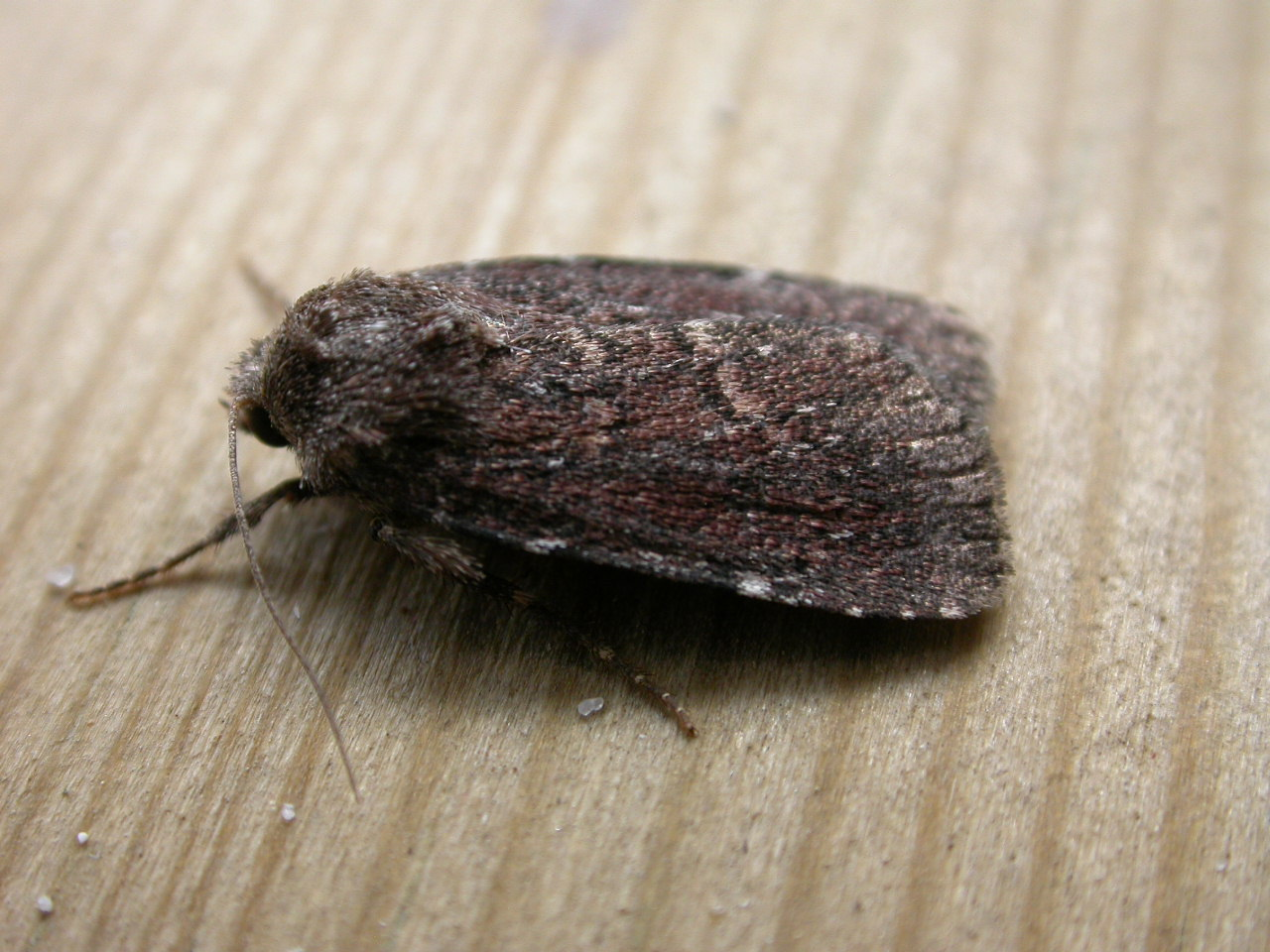